# Gobindgarh
Gobindgarh (eller Mandi Gobindgarh) är en stad i den indiska delstaten Punjab, i distriktet Fatehgarh Sahib. Folkmängden uppgick till 73 130 invånare vid folkräkningen 2011, med förorter 82 266 invånare. Staden är en av de ledande inom den indiska stålindustrin.